# Oratemnus loyolai
Espèce
Oratemnus loyolai est une espèce de pseudoscorpions de la famille des Atemnidae.

## Distribution
Cette espèce se rencontre en Inde et au Sri Lanka.

## Publication originale
- Sivaraman, 1980 : « Pseudoscorpions from south India: some new species of the family Atemnidae Chamberlin (Pseudoscorpionida: Monosphyronida) ». Oriental Insects, vol. 14, no 3, p. 345-362.